# كليفورد ثورنتون
كليفورد ثورنتون (بالإنجليزية: Clifford Thornton)‏ هو عازف جاز أمريكي، ولد في 6 سبتمبر 1939 في فيلادلفيا في الولايات المتحدة، وتوفي في 25 نوفمبر 1989 في جنيف في سويسرا.

## وصلات خارجية
- كليفورد ثورنتون على موقع ميوزك برينز (الإنجليزية)
- كليفورد ثورنتون على موقع أول ميوزيك (الإنجليزية)
- كليفورد ثورنتون على موقع ديسكوغز (الإنجليزية)